# Anassandrida (storico)
Anassandrida (Delfi, III secolo a.C. – II secolo a.C.) è stato uno storico greco antico.

## Biografia
Di Anassandrida, da Plutarco e da uno scolio euripideo, sappiamo che era di Delfi e che la pronuncia del suo nome era ᾽Αναξανδρίδης, cosa che anche le iscrizioni delfiche assicurano. Poiché Polemone di Ilio, che nell'arcontato di Melissione. divenne prosseno a Delfi, scrisse contro di lui, si può ragionevolmente supporre che sia vissuto tra III e II secolo a.C.

## Opere
Della sua opera restano 5 frammenti. Non abbiamo il titolo, ma l'argomento farebbe propendere per un titolo come Δελφικά o Περὶ Δελφῶν (Su Delfi); il titolo Περὶ τοῦ ἐν Δελφοῖς χρηστηρίου, ossia Sull'oracolo di Delfi, non si adatta bene a un'opera periegetica quale appare dai frammenti e potrebbe tutt'al più denotare una seconda opera. 
Gli scarsi frammenti di Anassandrida mostrano che si era servito dei grandi storici che si erano occupati in dettaglio di Delfi; inoltre, il fatto che ancora Polemone, un secolo dopo, polemizzasse con lui, mostra l'importanza di questo autore, che fu utilizzato anche nelle biografie e dai grammatici che commentavano le tragedie.